# Pamela Frankau
Pamela Sydney Frankau (Londres, 3 de enero de 1908-Londres, 8 de junio de 1967) fue una popular novelista inglesa de una destacada familia artística y literaria. 

## Biografía
Frankau nació en Londres, la hija menor de Dorothea Frances Markham Drummond-Black y el novelista Gilbert Frankau. Su abuela era la satírica Julia Frankau y su tío era el comediante de radio británico Ronald Frankau. Su padre abandonó a la familia por otra mujer en 1919, y Frankau y su hermana mayor Úrsula fueron enviadas como internas a  Burgess Hill Girls en Sussex hasta 1924. Frankau escribió sobre este período en su novela autobiográfica Find Four People (1935).
Tuvo éxito como escritora desde muy joven. Marriage of Harlequin (1927), su primera novela, la escribió cuando tenía 19 años y fue bien recibida por la crítica. Durante los siguientes doce años publicó 20 novelas. Tuvo una larga pero tormentosa amistad con la autora y periodista Rebecca West. Una larga relación con el poeta casado Humbert Wolfe que terminó con la muerte dde este en 1940. Frankau dejó de escribir durante casi 10 años. Durante la Segunda Guerra Mundial, trabajó para la BBC, el Ministerio de Alimentación y luego con el Servicio Territorial Auxiliar, donde comenzó una relación con su colega oficial Marjorie Vernon Whitefoord, quien patrocinó la conversión de Frankau al catolicismo en 1942.
En 1945 se casó con Marshall Dill Jr. un ex oficial de inteligencia naval estadounidense. Tras la guerra, Dill trabajó como profesor universitario y residieron en California. En 1946, su único hijo murió por las complicaciones debidas a un parto prematuro. La pareja se divorció en 1951 y Frankau regresó más tarde a Londres.
Frankau publicó The Willow Cabin, su novela de mayor éxito, en 1949, que se basó en parte en la experiencia de su amor por Wolfe.  Publicada por primera vez en 1954, A Wreath for the Enemy. La originalidad y la creatividad en la escritura son elementos clave. Es  un retrato abstracto, en el que el lector debe rellenar algunos huecos.
A mediados de los años cincuenta comenzó una larga y feliz relación con la directora de teatro Margaret Webster. La pareja dividió su tiempo entre residencias en Hampstead, Londres, Francia y Aquinnah, Massachusetts.  Escribió sobre su relación distante con su padre en Pen to Paper (1961).
En respuesta a un cuestionario para el libro Authors Take Sides on Vietnam, Frankau afirmó: «Estoy en contra de la guerra en Vietnam porque estoy en contra de todas las guerras, sin importar cómo, dónde o por qué se peleen».
En 1962, a Frankau le diagnosticaron cáncer de mama de mal pronóstico. Después de cinco años, murió a los 59 años en la casa de Hampstead, Londres, que había compartido con Margaret Webster. Fue enterrada en un servicio católico en el cementerio de Hampstead. Margaret Webster dedicó su primera autobiografía, titulada The Same, Only Different: Five Generations of a Great Theatre Family (1969), a la memoria de Frankau. Colonel Blessington, la última novela de Frankau, fue editada por su prima y escritora Diana Raymond, y se publicó póstumamente en 1968.